# (2476) Андерсен
(2476) Андерсен (лат. Andersen) — типичный астероид главного пояса, открыт 2 мая 1976 года советским астрономом Николаем Черных в Крымской астрофизической обсерватории и 2 июля 1985 года назван в честь датского писателя Ханса Кристиана Андерсена.

## Обнаружение и именование
(2476) Андерсен
Открыт 2 мая 1976 года в Научном Н. С. Черных.
Назван в честь Ганса Христиана Андерсена (1805—1875) — великого датского писателя сказок.
Оригинальный текст (англ.)2476 Andersen
Discovered 1976-05-02 by Chernykh, N. at Nauchnyj.
Named for Hans Christian Andersen (1805—1875), great Danish writer of fairy tales.
Источники: DISCOVERY.DB; M.P.C. 9767.

## Орбита

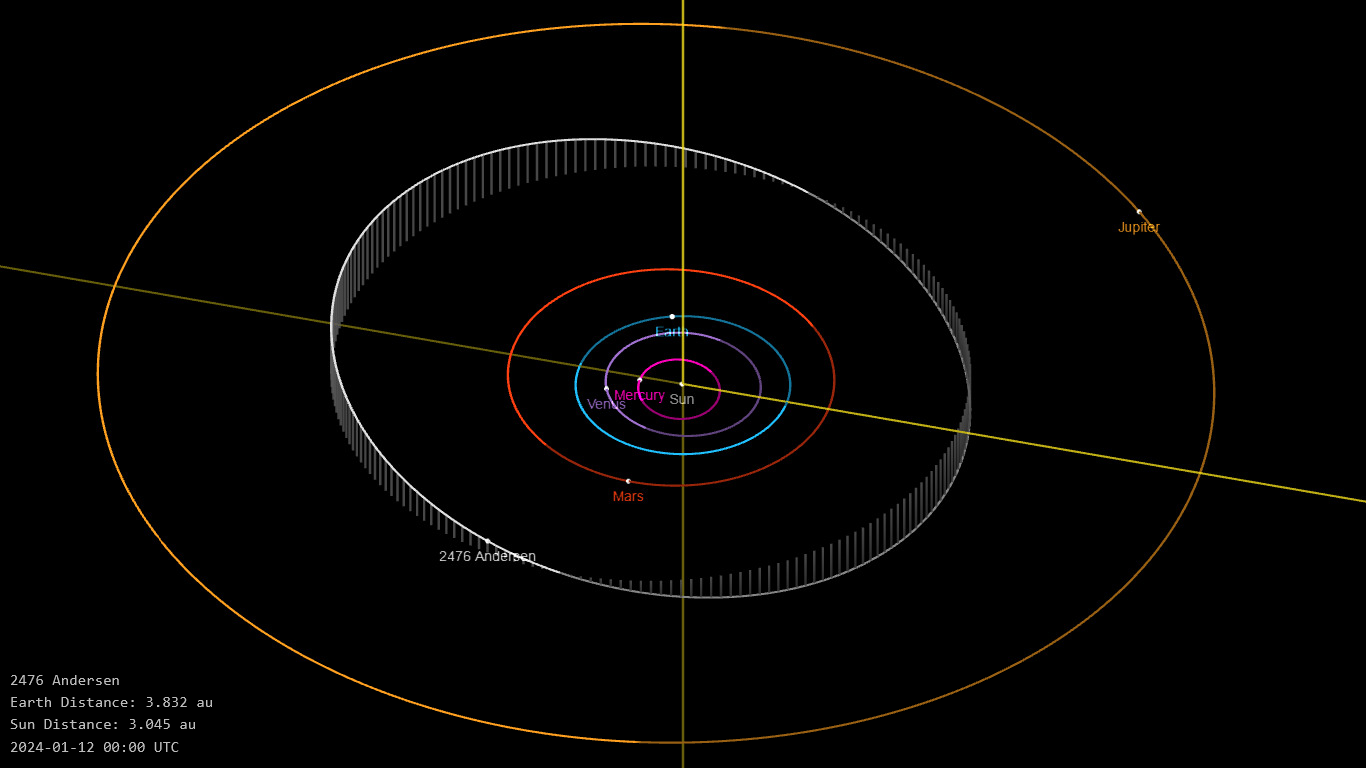
Орбита астероида Андерсен и его положение в Солнечной системе

## Физические характеристики
Из наблюдений телескопа VISTA следует, что астероид относится к таксономическому классу Cgx.
По результатам наблюдений в инфракрасном диапазоне орбитальной обсерватории IRAS и наблюдений в видимом и ближнем инфракрасном диапазоне космического телескопа NEOWISE диаметр астероида сначала оценивался равным 21,32±1,5 км, позже — 20,70±0,94 км и 20,695±0,939 км. Согласно тем же источникам альбедо оценивается как 0,1696±0,026 и 0,150±0,024.